# Flowers (album)
Pour les articles homonymes, voir Flowers.
Albums de The Rolling Stones
Between the Buttons
(1967) Their Satanic Majesties Request
(1967)
Flowers est une compilation des Rolling Stones sortie durant l'été 1967 seulement aux États-Unis,. Seconde compilation après Big Hits (High Tide and Green Grass) sortie l'année précédente, Flowers regroupe des chansons enregistrées en 1965 et 1966 dont la plupart sont inédites en album (dans leur version américaine). Seules trois chansons sont véritablement inédites : la reprise My Girl des Temptations enregistrée en mai 1965 et ajouts des parties de cordes en automne 1966 et les chansons Ride On, Baby et Sittin' On A Fence issues des premières sessions d'Aftermath en décembre 1965. Les autres chansons sont, soit sorties en single, soit n'ont pas été gardées pour les versions américaines d'Aftermath et Between the Buttons.
Seules les chansons Ruby Tuesday, Let's Spend the Night Together et Lady Jane sont déjà parues sur des albums américains (Between the Buttons pour les deux premières et Aftermath pour la troisième), tandis que celles de Who's Driving Your Plane? (face B du single Have You Seen Your mother, Baby...) et What To Do (absente de la version américaine d'Aftermath) y sont absentes. Il faudra attendre les compilations More Hot Rocks (Big Hits and Fazed Cookies) en 1972 pour la seconde et Single Collection: The London Years en 1989 pour la première.
Le titre fait référence à la couverture de l'album, avec des tiges de fleurs sous le portrait de chacun des membres du groupe. Le bassiste Bill Wyman affirme que Mick Jagger et Keith Richards ont délibérément arrangé la tige de la fleur de Brian Jones pour qu'elle n'ait pas de feuilles, comme une farce. Les portraits sont issus de la pochette de la version britannique d'Aftermath. Flowers a atteint la troisième place aux États-Unis à la fin de l'été 1967 et a été certifié disque d'or.
En août 2002, il a été remasterisé et réédité sur CD et digipak SACD par ABKCO Records.

## Titres
Toutes les chansons sont écrites et composées par Mick Jagger et Keith Richards sauf mention contraire.
| No  | Titre                                                    | Publication anglaise                                 | Durée |
| --- | -------------------------------------------------------- | ---------------------------------------------------- | ----- |
| 1.  | Ruby Tuesday                                             | Let's Spend the Night Together/Ruby Tuesday (single) | 3:17  |
| 2.  | Have You Seen Your Mother, Baby, Standing in the Shadow? | Have You Seen Your Mother, Baby... (single)          | 2:24  |
| 3.  | Let's Spend the Night Together                           | Let's Spend the Night Together/Ruby Tuesday (single) | 3:36  |
| 4.  | Lady Jane                                                | Aftermath                                            | 3:08  |
| 5.  | Out of Time                                              | Aftermath (version complète)                         | 3:41  |
| 6.  | My Girl (Smokey Robinson, Ronald White)                  | Inédit                                               | 2:38  |
| 7.  | Back Street Girl                                         | Between the Buttons                                  | 3:26  |
| 8.  | Please Go Home                                           | Between the Buttons                                  | 3:17  |
| 9.  | Mother's Little Helper                                   | Aftermath                                            | 2:46  |
| 10. | Take It or Leave It                                      | Aftermath                                            | 2:46  |
| 11. | Ride On, Baby                                            | Inédit                                               | 2:52  |
| 12. | Sittin' on a Fence                                       | Inédit                                               | 3:03  |